# Водопад Головкинского
Водопад Головкинского (укр. Водоспад Головкінського) — водопад в Крыму на реке Узень-Баш, в ущелье Яман-Дере высотой 12 м, которая берёт начало на северных склонах Бабуган-яйлы.  Каскад расположен на территории Крымского природного заповедника.
Включает каскад водопадов, состоящей из восьми естественных террас-уступов. Исследован и описан в 1893 году учёным-гидрогеологом Н. А. Головкинским, работавшим в Крыму. Самый значительный, ниже каскадов, 12-метровый водопад назван в честь учёного.